# 2S23
2S23 Nona SWK (russisch 2С23 «Нона-СВК») ist eine russische 120-mm-Selbstfahrlafette. Sie wurde im Konstruktionsbüro der Permer Maschinenbaufabrik unter der Leitung des Zentralen Forschungsinstituts für Feinmechanik in Klimowsk und des Zentralen Forschungsinstituts „Burewestnik“ in Nischni Nowgorod auf der Basis des schwimmfähigen gepanzerten Truppentransporters BTR-80 entwickelt. Die Selbstfahrlafette wurde konzipiert, um gegen Soldaten, Artillerie und Mörser-Stellungen, Raketenabschussrampen, gepanzerte Ziele und sonstige Feuerleitstellungen vorzugehen. Die 2S23 ist im Stande, auch ohne lange Vorbereitung aus geschlossenen Stellungen und durch direkte Anvisierung in den einsatzbereiten Feuerzustand zu treten. Ihr Geschütz kann nicht nur Mörser-Granaten sowjetischer bzw. russischer, sondern auch ausländischer Produktion verschießen.

## Entwicklung
In den 1970er Jahren kamen in den Dienst der Sowjetunion neue Selbstfahrlafetten, die seinerzeit halfen, eine Rückständigkeit gegenüber der NATO in diesem Bereich zu beseitigen. In dieser Zeit zeigten Expertisen, dass eine von Grund auf neue Modernisierung der sowjetischen Artilleriesysteme unabdingbar sei. Anfang der 1980er Jahre begannen die Entwicklungsarbeiten an Selbstfahrlafetten einer neuen Generation: Es entstanden u. a. die 2S17 für den Einsatz im Bataillon, 2S18 für den Einsatz in der Infanterie und die 2S19 für den Einsatz in der Division. Alle Selbstfahrlafetten basierten bis dato auf dem Chassis unterschiedlicher  Kettenfahrzeuge verschiedener Gewichtsklassen, allerdings richtete das Verteidigungsministerium den Blick auf ein Radpanzerchassis, dessen Einsatz auf befestigten Straßen einen grundlegenden taktischen Vorteil im Vergleich zu Kettenfahrzeugen bot. Unter anderen erhöhte sich die Geschwindigkeit, die einen schnellen Rückzug bei einem Gegenfeuer bietet.
Im Zeitraum zwischen 1983 und 1984 wurde unter der Leitung des Zentralen Forschungsinstituts „Burewestnik“, das bereits Erfahrungen in der Entwicklung von Selbstfahrlafetten auf Radchassisbasis und der Panzerabwehrkanone 2S14 hatte, eine Reihe wissenschaftlicher Arbeiten gestartet, in dessen Folge im Jahr 1985 u. a. das Projekt der Selbstfahrlafette 2S21 für den Einsatz der Artillerieeinheiten in Divisionen entstand. Für die Entwicklung einer Artilleriewaffe für das Bataillon wurde im Jahr 1981 von „Burewestnik“ eine Studie auf der Basis des gepanzerten Truppentransporters BTR-70 gestartet, auf dessen Dach sich der Geschützturm befinden sollte, der von der Selbstfahrlafette 2S9 übernommen wurde. Die Ergebnisse der Tests zeigten die prinzipielle Möglichkeit der Herstellung einer 120-mm Selbstfahrlafette für das Bataillon. Die daraus gewonnenen Erkenntnisse flossen in das neu entstandene Konzept unter der Bezeichnung „Nona-SWK“.
Als Hauptkonstrukteur fungierte die Permer Maschinenbaufabrik, während das Chassis im Konstruktionsbüro des Gorkowski Awtomobilny Sawods entwickelt wurde. Unter der Entscheidung der militärisch-industriellen Kommission vom 1. September 1984 begannen offiziell die Arbeiten an der 2S23. Im gleichen Jahr wurde der erste Prototyp produziert, der zuerst eine Testphase innerhalb des Herstellerwerkes absolvierte und später Feldtests unter der Aufsicht des Verteidigungsministeriums unterzogen wurde. Am 26. April 1991 wurde vom Ministerrat der UdSSR die Zulassung für das Heer beschlossen.

## Nutzerstaaten
Aktuelle Nutzer
- Russland
Heer – Ab dem Januar 2018 befinden sich 30 2S23 im Dienst.[5]:194
Marineinfanterie – Ab dem Januar 2018 befinden sich 12 2S23 im Dienst.[5]:198

- Venezuela – Ab dem Januar 2018 befinden sich 13 2S23 im Dienst.[5]:424